# Gurgenes I Arzerúnio
Gurgenes I Arzerúnio (Γουργένης; em armênio: Գուրգեն; romaniz.: Gurgen; m. 896 ou 897) foi um príncipe armênio da família Arzerúnio que serviu como príncipe de Mardepetacânia (segundo Cyril Toumanoff) ou Mardastânia (segundo René Grousset), seu feudo pessoal, de 850 até sua morte, príncipe de Vaspuracânia de 855 até 857 devido a ausência dos soberanos legítimos, e finalmente príncipe de Anzevácia por casamento de 867 até sua morte.
Ele é chamado de "o filho de Abu Belje" para distingui-lo do homônimo contemporâneo, irmão de Asócio I, príncipe de Vaspuracânia.  Gurgenes I era filho mais velho de Abu Belje, príncipe Arzerúnio pertencente a um ramo mais jovem, morto por Amazaspes II, e um irmã de Curdício Mamicônio, nacarar e senhor de Bagrauandena. Seu irmão mais novo era Musel, pai de Gregório.

## Nome
Gurgenes (Γουργένης, Gourgénēs) é a forma grega do armênio Gurguém (Գուրգեն, Gurgēn) e Verquém (Վրկեն, Vrkēn), que por sua vez derivou do iraniano antigo Vercaina (*Vr̥kaina-; do hipocorístico para *vr̥ka-, "lobo") através do parta Vurquém (*Wurkēn). Foi registrado em elamita como Marguena, persa novo como Gurguim (Gurgīn).

## Contexto
Desde o final do século VII a Armênia era uma província sob domínio árabe liderada por um osticano (governador) árabe representando o califa omíada e depois abássida, e tornar-se-ia campo de batalha entre o califado e o Império Bizantino até o início do século IX. Para reforçar a sua autoridade, estes osticanos implementaram emires em diversas regiões armênias; em Vaspuracânia, província histórica situada ao sul e dominada pelos Arzerúnios, não houve exceção à regra. A família, no entanto, se beneficiaria da autonomia dos emires locais e da oposição que criavam ao governador e gradualmente expandiu seus domínios.

## Vida

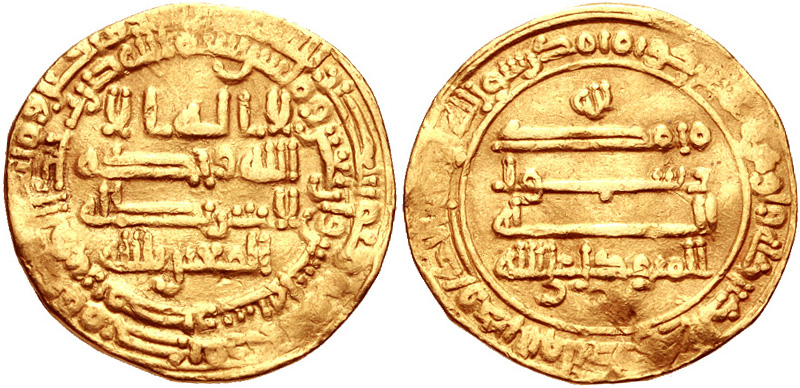
Dinar de ouro de Mutavaquil r.

O final da primeira metade do século IX na Armênia foi marcado por um realinhamento do país e da nobreza com o Império Bizantino. Em 850, o califa abássida Mutavaquil (r. 847–861) decide reassumir o controle da Armênia e confiou a liderança das operações ao emir de Manzicerta, mas ele foi derrotado por Asócio, que é então chamado de príncipe (iscano). Este último, em seguida, vem ao resgate de seu tio Pancrácio II e ganhou mais uma vitória. Em 851, por sua vez, o califa conferiu o comando a seu tenente Iúçufe, que tentou capturar Asócio pela trapaça; o ardil não teria funcionado com o sobrinho, mas sim com seu tio: Pancrácio foi feito prisioneiro e exilado em Samarra. Mudando novamente de comandante, o califa enviou o turco Buga Alquibir, que sitiou Asócio em sua fortaleza (Necã): o último foi traído por dois de seus vassalos, sendo capturado e exilado para Samarra ao lado de seu filho Gregório Derenício e de seu irmão Gurgenes Arzerúnio.

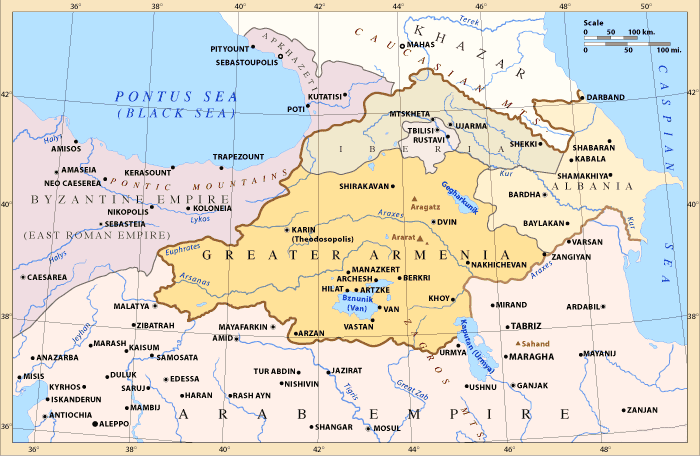
Transcaucásia sob os muçulmanos: a província de Armênia-Azerbaijão

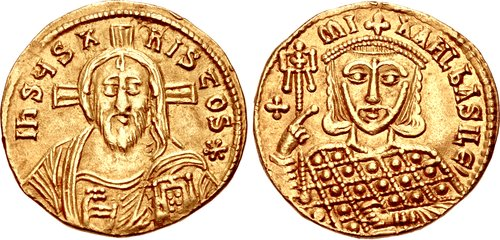
Soldo de r.

Um cadete da família Arzerúnio, Gurgenes filho de Abu Belje, escapou da armadilha de Buga e se retirou para junto de seu tio Curdício Mamicônio, senhor de Bagrauandena, mas Buga entrou em Bagrauandena e capturou Gregório Mamicônio, filho de Curdício. Gurgenes então refugiou-se em Sispiritis, nas cercanias da fronteira bizantina. A região bizantina limítrofe de Sispiritis também foi vizinha do país de Melitene, dirigido por um emir muçulmanos, e a região de Tefrique, controlada pelos paulicianos. O emir de Melitene e os paulicianos estavam em guerra contra os bizantinos, e Galabar Ixicanique, senhor de Sispiritis, decidiu aproveitar-se da oportunidade para atacar os bizantinos reaver e ocupar vários territórios gregos. Foi assistido por Gurgenes Arzerúnio e conseguiu conquistar a fortaleza de Aramaníaco nas cercanias de Palperta. Um destacamento árabe enviado por Buga atacou Sispiritis e foi empurrado para o fim do combate no qual Gurgenes distinguiu-se. Os bizantinos, assinalando sua valentia, ofereceram-lhe "graça e honra", mas Gurgenes recusou-se a negociar a paz entre o império e Sispiritis, evitando que o último fosse pego no fogo cruzado.
Logo, regressou para Vaspuracânia e tomou a dianteira dos insurgentes contra os árabes e derrotou um destacamento enviado por Buga que se negou a reconhecê-lo como príncipe de Vaspuracânia. Porém, teve de enfrentar um irmão do exilado Asócio I Arzerúnio, chamado Gregório , que havia se refugiado no Império Bizantino e retornou como chefe das tropas georgianas, e os dois primos podem ter compartilhado Vaspuracânia, muito embora Gregório tenha morrido logo depois. Em 857, o califa decidiu devolver Gregório para Vaspuracânia, acompanhado por seu tio Gurgenes que serviu-lhe como conselheiro até sua morte em 860. Pouco depois, Gregório Derenício, filho de Asócio I, foi libertado de Samarra pelos árabes e retornou para casa. Depois duma reunião, Gurgenes evitou o confrontou e partiu para o Império Bizantino, onde o imperador Miguel III, o Ébrio (r. 842–867) prometeu-lhe a dignidade consular. No caminho, foi capturado em Calícala pelo bagrátida Asócio I, o Grande que se viu obrigado a entregá-lo ao emir de Tiflis Maomé ibne Calil. Ele escapou e voltou para Vaspuracânia, onde pretendia discutir acerca do trono com Gregório Derenício, que o capturou-o jogou na prisão em Adamacerta.

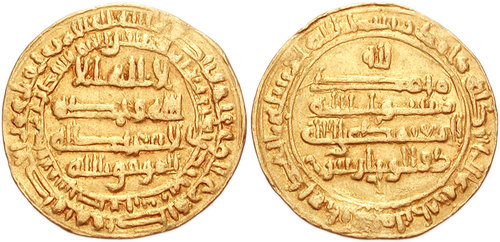
Dinar de ouro de Almutâmide r. com os nomes de Almuafaque r. e o vizir Saíde (duluizarataim)

Oriente Médio e Cáucaso entre 884-962

Em 862, Asócio I, o Grande foi nomeado príncipe de príncipes da Armênia. Para debilitar seu vassalo mais poderoso, o príncipe Gregório Derenício, ele obrigou que o último libertasse Gurgenes Arzerúnio e lhe restaurasse sua base em Mardastânia. Em seguida, Asócio I aprisionou Gregório e ocupou Vaspuracânia. Gurgenes, apesar de sua hostilidade para com o ramo mais velho dos Arzerúnio, não aceitou a anexação e capturou o Principado de Taraunitis dos territórios bagrátidas. À frente dum exército, atacou Asócio I e derrotou-o em Noragiul, em Restúnia. Asócio I foi obrigado a renunciar suas ambições, libertou Gregório, devolveu Vaspuracânia e concedeu-lhe sua filha Sofia em casamento.
Mestre de grande parte de Taraunitis e Restúnia, Gurgenes aproveitou-se da morte de Miguel de Anjevacícia para casar-se com sua viúva, Helena, e assumir o controle do principado. Por 867, ele havia havia se tornado o senhor mais poderoso da Armênia meridional. Em 868, Asócio I Arzerúnio retornou do exílio e seu filho Gregório devolveu-o o Principado de Vaspuracânia. Ele queria submeter Gurgenes ao considerá-lo um vassalo em rebelião e declarou-lhe guerra. O filho de Abu Belje, assistido por seu sobrinho Gregório, empurrou os sucessivos ataques direcionados contra ele, porém Gregório Derenício solicita ajuda de seu padrasto e sitia Cangovar, o principal bastião de Gurgenes, sem conseguir tomá-lo, o que obriga o príncipe de Vaspuracânia a solicitar a paz. Apesar disso, pelos anos seguintes, Gurgenes perderia o controle de Taraunitis, que retornaria ao seu soberano legítimo.
Asócio I Arzerúnio morreu em 874, e Gregório Derenício em 886, o último deixando três filhos pequenos sob a regência de Cacício Abu Maruane, que tentou aprisionar os herdeiros e apoderar-se de Vaspuracânia. Em 895, Asócio Sérgio, o mais velho, aproximou do emir sájida do Azerbaijão Maomé Alafexim (r. 889/890–901), o representante no Cáucaso do califa Almutâmide (r. 870–892), o que lhe permitiu retornar ao poder, porém a aliança desagradou o rei Simbácio I (r. 890–914), sucessor de Asócio I, o Grande. Para castigá-lo, o rei chamou Cacício e Gurgenes, que rapidamente prepararam-se para atacar os jovens príncipes. Na véspera da batalha decisiva, Cacício abandonou a coalizão e uniu-se a Asócio Sérgio, fazendo Gurgenes retirar-se para Anjevacícia. Gurgenes prosseguiu a guerra contra seus vizinhos, quando morreu em 896 ou 897 em decorrência da queda de seu cavalo.

## Descendência
De sua esposa Helena, viúva de Musel de Anjevacícia, Gurgenes teve um filho chamado Adão de Anjevacícia, que tornar-se-ia príncipe de Anjevacícia de 896/7 até 938.